# スナップディール
スナップディール(Snapdeal)はニューデリーに拠点を置くインドの電子商取引企業。2010年2月にクナル・バールとロヒット・バンサルによって設立された同社は現在、30万以上の売り手を抱えており、12万5000を超える地域、国内、国際ブランドと小売業者から800以上のカテゴリにまたがる3000万以上の商品とインド国内6000の町や都市に配達できる販売網を持っている
同社の投資家として、ソフトバンクグループ、アリババグループ（アリババ）、Ru-Netホールディングス、タイボーン・キャピタル、プレムジインベスト、アリババグループ、テマセク・ホールディングス、ベッセマー・ベンチャーパートナーズ、IndoUS Ventures、Kalaari Capital、Saama Capital、フォックスコンテクノロジーグループ、ブラックロック、eBay、ネクサス・ベンチャーズ、インテル・キャピタル 、オンタリオ教員年金制度、シンガポールに拠点を置く投資法人ブラザー・フォーチュン・アパレル、ラタン・タタなどが存在する スナップディールは「フリーチャージ(FreeCharge)」を4億ドルで買収したが、2017年にアクシス銀行に38億5,000万ルピー(6000万ドル)でフリーチャージを売却した。

## 歴史
スナップディールは2010年2月4日にデイリー・ディールのプラットフォームとして始まったが、2011年9月には電子商店街市場に変化した 。スナップディールはインド国内で最大の電子商店街の一つにまで成長し 、10万以上の売り手が販売する様々な種類の1000万以上の品揃えの商品を提供し、インドの5000以上の町や都市に配達している。2015年3月、スナップディールはインドの同社のウェブサイトのプロモーションに俳優のアーミル・カーンを起用した。

### 出資
スナップディールは11回の資金調達ラウンドを行っている:
- ラウンド1: 2011年1月、スナップディールはネクサス・ベンチャーパートナーズとIndo-US Venture Partnersから1200万ドルを資金調達した
- ラウンド2: 2011年7月にスナップディールはベッセマー・ベンチャーパートナーズから、既存の投資家であるネクサス・ベンチャーパートナーズおよびIndo-US Venture Partnersとともに、さらに4500万ドルを調達した。
- ラウンド3: その後、スナップディールはeBayから5000万ドル相当の資金調達を行い、既存の投資家（ベッセマー・ベンチャーパートナーズ、ネクサス・ベンチャー、IndoUS Venture Partners）の参加を得た[10]
- ラウンド4: スナップディールは2014年2月に4億3000万ドルの資金調達を行った。ラウンド4では、Kalaari Capital、ネクサス・ベンチャーパートナーズ、ベッセマー・ベンチャーパートナーズ、インテル・キャピタル、Saama Capitalなどのすべての機関投資家が参加するeBayが主導しました[11]
- ラウンド5: 2014年5月にスナップディールはラウンド5で1億500万ドル相当の資金を調達した。ラウンド５にはブラックロック、テマセク・ホールディングス、 プレムジインベストなどの投資を受けた[12] 。このラウンドでスナップディールの企業価値は10億ドルと評価された[13]
- ラウンド6: スナップディールは2014年10月のラウンド6でソフトバンクから6億4700万ドル相当の出資を受けた。この出資でソフトバンクはスナップディールの筆頭株主となった[14]
- ラウンド7: スナップディールはアリババグループ、フォックスコン、ソフトバンクから2015年8月に7回目の資金調達を受け、新設資本金5億ドル相当の投資を行った[15]
- ラウンド11:世界最大の年金基金の一つであるオンタリオ教員年金制度とシンガポールに拠点を置く投資法人ブラザー・フォーチュン・アパレルが、スナップディールの11回目の資金調達を率いた。最新の投資で2億ドル（136億7000万ルピー）の資金を調達した。
- ラウンド12: 2017年5月、スナップディールはネクサス・ベンチャーパートナーズから11億3000万ルピーの資金を調達した[16][17]

### 買収
- 2011年6月2日、スナップディールはバンガロール拠点の共同購入サイト 「Grabbon.com」を買収した[18]
- 2012年4月、スナップディールはデリー郊外に拠点を置くオンラインスポーツ用品小売企業「esportsbuy.com」を買収した[19][20]
- 2013年5月、スナップディールはインドの手工芸製品の電子商店街サイト 「Shopo.in」を買収した[21]
- 2014年4月、スナップディールはファッション用品発見サイト「Doozton.com」を買収した[22]
- 2014年12月、スナップディールはギフトのレコメンデーションサイト「Wishpicker.com」を買収した[23]
- 2015年1月、スナップディールは商品比較サイト「Smartprix.com」の株式を購入した[24]
- 2015年2月、スナップディールは高級ファッション用品発見サイト「Exclusively.in」を買収した[25]
- 2015年3月、スナップディールは物流サービス企業の「Gojavas.com」の株式の20%分を購入した。現在はGoJavasの50%分の株式を取得しており、3億5000万ドルと評価されている[26]
- 2015年3月、スナップディールは電子商取引マネジメントソフトウェアとフルフィルメントソリューションプロバイダーの「Unicommerce.com」を買収した[27]
- 2015年3月、スナップディールは、financiramのデジタルプラットフォームを提供する「RupeePower」の株式の大半を取得して、金融サービス市場に参入した。RupeePowerの創業者は企業のMD＆CEOに留まる
[28][29][30]

- 2015年4月、スナップディールはモバイル決済企業「FreeCharge.com」を買収した[31]
- 2015年9月、スナップディールはプログラムによるディスプレイ広告プラットフォーム「Reduce Data」を買収した[32]
- 2016年8月、物流企業の「Pigeon Express」は GoJavasの株の51%分を取得し、スナップディールは49%の株を取得している[33]

## 合併
2016年8月、スナップディールがより大きなライバル企業であるフリップカートとAmazonとの合併する可能性を考えているとしたVCCircleの独自記事を通じて噂が広がった。しかしながら、スナップディールがこの主張を激しく否定しており追認されることはなかった。フリップカートによるスナップディールの買収の可能性はあるが、同社はスナップディールの株主の利益を保護するため、インド準備銀行の外国為替ルールに対処しなければならないかもしれない
2017年7月31日、スナップディールはフリップカートによる買収を拒否し独立路線を維持すると正式発表した。

## 業績
2012-13年度に、スナップディールは60億ルピー(9300万ドル)の収益を予想していた。CEOのクナル・バールは、モバイルコマースの成長に大きな賭けをしていたが、スナップディールの売上の15-20％がモバイルコマースを通じて得られたと述べた。 Snapdeal.comは、過去2年間の堅調な成長とインドでの電子商取引の人気の高まりにより、2013年〜14年にプラットフォームで取引された商品の総売上が200億ルピー（3億1000万ドル）を超えることを期待されていた 。2014年6月、スナップディールは、1000人の売り手が一千万ルピー以上の売上を達成したことを発表した 「Jasper Infotech Pvt」が主導したスナップディールは2016年3月期通期で収益が前年度の93億ルピーから145億7000万ルピーと56％の成長を記録したが、損失が前年度(132億8000万ルピー)より150％増加し331億6000万ルピーとなった 。2016年3月通期の数字には、2015年4月にスナップディールが買収したデジタル決済プラットフォームのFreechargeの財務も含まれている

## 労働問題
スナップディールの労働者達は2016年2月に労働局に行き、スナップディールが昨年一年間で彼らを解雇し続けていたとし、労働者600人に対し辞めるよう強いていたと主張した 
スナップディール労働者による抗議の後、デリー州政府は労働局に申し立てを徹底調査するよう命じた

## 論争
- 第8回「Ramnath Goenka Excellence in Journalism Awards」でのニューメディアの「インディアン・エクスプレス」のディレクター兼トップのAnant Goenkaとの対談中のアーミル・カーンの声明でスナップディールは集中砲火を浴びた[44][45] 。スナップディールは論争への対応として公式声明を発表した後2016年2月にアーミル・カーンをブランド大使から消去した[46] [47]アーミル・カーンは2015年2月のスナップディールの「Diwali Dil Ki Deal-wali」キャンペーンで同社のブランド大使として就任していた[48]
- スナップディールはTwitterにトレンド「#SnapdealforIndia」を登場させるために偽のツイートを買い取ったことで議論になった[49]。
- 携帯電話を注文した男性がパッケージに包まれた石を受け取った[50]。
- 2億ドルを調達した時に企業価値が65億ドルと評価されたが、前回の5億ドルの資金調達時の企業価値48億ドルから急騰していた[51]。
- 多くのスナップディールのモバイルアプリユーザーがインドにおけるスナップチャットの論争の中でスナップチャットと間違えてスナップディールのアプリを削除した[52][53]